# Adam Fox
Adam Fox, född 17 februari 1998, är en amerikansk professionell ishockeyback som spelar för New York Rangers i National Hockey League (NHL). Han har tidigare spelat för Harvard Crimson i National Collegiate Athletic Association (NCAA) och Team USA i United States Hockey League (USHL).
Fox draftades av Calgary Flames i tredje rundan i 2016 års draft som 66:e spelare totalt.
Den 9 juni 2021 utnämndes Fox till finalist för James Norris Memorial Trophy för säsongen 2020/2021, vilket han vann

## Statistik
| 2012–2013   | Long Island Gulls      | AYHL        | 21  | 12 | 27  | 39  | 39 | —  | — | —  | —  | — |
| 2013–2014   | Long Island Gulls      | AYHL        | 22  | 14 | 37  | 51  | 38 | —  | — | —  | —  | — |
| 2014–2015   | Team USA               | USHL        | 34  | 3  | 14  | 17  | 26 | —  | — | —  | —  | — |
|             | U.S. National U17 Team |             | 54  | 4  | 23  | 27  | 40 | —  | — | —  | —  | — |
| 2015–2016   | Team USA               | USHL        | 25  | 5  | 17  | 22  | 2  | —  | — | —  | —  | — |
|             | U.S. National U18 Team |             | 64  | 9  | 50  | 59  | 12 | —  | — | —  | —  | — |
| 2016–2017   | Harvard Crimson        | NCAA        | 35  | 6  | 34  | 40  | 6  | —  | — | —  | —  | — |
| 2017–2018   | Harvard Crimson        | NCAA        | 29  | 6  | 22  | 28  | 12 | —  | — | —  | —  | — |
| 2018–2019   | Harvard Crimson        | NCAA        | 33  | 9  | 39  | 48  | 14 | —  | — | —  | —  | — |
| 2019–2020   | New York Rangers       | NHL         | 70  | 8  | 34  | 42  | 32 | 3  | 0 | 0  | 0  | 2 |
| 2020–2021   | New York Rangers       | NHL         | 55  | 5  | 42  | 47  | 14 | —  | — | —  | —  | — |
| 2021–2022   | New York Rangers       | NHL         | 78  | 11 | 63  | 74  | 26 | 20 | 5 | 18 | 23 | 2 |
| NHL totalt  | NHL totalt             | NHL totalt  | 203 | 24 | 139 | 163 | 72 | 23 | 5 | 18 | 23 | 4 |
| NCAA totalt | NCAA totalt            | NCAA totalt | 97  | 21 | 95  | 116 | 32 | —  | — | —  | —  | — |
| USHL totalt | USHL totalt            | USHL totalt | 59  | 8  | 31  | 39  | 28 | —  | — | —  | —  | — |

### Internationellt
| Källa: Uppdaterad: 2019-10-04 | Källa: Uppdaterad: 2019-10-04 | Källa: Uppdaterad: 2019-10-04 |         | Utv = Utvisningsminuter | Utv = Utvisningsminuter | Utv = Utvisningsminuter | Utv = Utvisningsminuter | Utv = Utvisningsminuter |
| År                            | Lag                           | Mästerskap                    | Matcher | Mål                     | Assists                 | Poäng                   | Utv                     |                         |
| ----------------------------- | ----------------------------- | ----------------------------- | ------- | ----------------------- | ----------------------- | ----------------------- | ----------------------- | ----------------------- |
| 2016                          | USA                           | U18                           | 7       | 1                       | 8                       | 9                       | 0                       |                         |
| 2017                          | USA                           | JVM                           | 7       | 0                       | 4                       | 4                       | 2                       |                         |
| 2018                          | USA                           | JVM                           | 7       | 1                       | 4                       | 5                       | 0                       |                         |
| 2019                          | USA                           | VM                            | 8       | 0                       | 1                       | 1                       | 0                       |                         |
| Junior totalt                 | Junior totalt                 | Junior totalt                 | 21      | 2                       | 16                      | 18                      | 2                       |                         |
| Senior totalt                 | Senior totalt                 | Senior totalt                 | 8       | 0                       | 1                       | 1                       | 0                       |                         |